# Vi ville vara Jesu händer som läker de slagnas sår
Vi ville vara Jesu händer som läker de slagnas sår är en sång med text och musik från 1980 av frälsningsofficeren Berth Anderson.

## Publicerad i
- Frälsningsarméns sångbok 1990 som nr 661 under rubriken "Strid och kallelse till tjänst”.
- Sångboken 1998 som nr 141.